# 1416 هـ
1416 هـ هي سنة في التقويم الهجري امتدت مقابلةً في التقويم الميلادي بين سنتي 1995 و1996.

## مواليد
- علي جراغ
- هادي خفاجة

## وفيات
- أبو بكر الحبشي
- جاد الحق علي جاد الحق
- جاك بيرك
- خالد محمد خالد
- زيد بن عبد العزيز الفياض
- علي الوردي
- محمد الغزالي
- محمد بن أمان الجامي
- محمد بهجة الأثري
- محمد حسين الحسيني الطهراني
- محمد سعيد كمال
- ذو النون أيوب، روائي وصحفي عراقي.
- حسين مؤنس